# Rolls-Royce Silver Spirit
La Rolls-Royce Silver Spirit est une limousine produite par Rolls-Royce de 1980 à 1998.

## Historique
Il y a eu quatre générations de la Rolls-Royce Silver Spirit, la première de 1980 à 1989, la deuxième de 1989 à 1993, la troisième de 1994 à 1995 et la quatrième de 1996 à 1998.
La Silver Spur correspond à la version longue de la Silver Spirit, 10 centimètres ajoutés au niveau des places arrière. 
En 1994, une version turbo apparaît, dénommée Flying Spur.
En 1996, la Silver Spirit et la Silver Spur reçoivent le moteur turbo et la Silver Dawn, sans turbo, est présentée. Elle offre plusieurs options supplémentaires telles qu'un système d'assistance de traction électronique et un chauffage des sièges arrière.

## Caractéristiques
Les véhicules produits pour l'Angleterre, le Japon et autres pays où les conducteurs roulent à gauche de la route, ont naturellement le volant placé du côté droit. Les numéros de châssis des Rolls-Royce Silver Spirit/Spur portent la lettre H pour les conduites à droite et le X pour les conduites à gauche. 
À l'extérieur du véhicule, on différencie les conduites à droite et à gauche par la trappe à essence et le sens des essuie-glaces. Sur les conduites à droite, la trappe à essence se trouve sur le côté gauche du véhicule, et inversement ; de même, sur les conduites à droite, les essuie-glaces balaient de la gauche vers la droite, contre l’inverse pour les « left-hand drive ».
Afin de respecter les normes européennes de sécurité, la statuette du Spirit of Ecstasy située au bout du capot se rétracte en cas de choc, rentrant automatiquement dans la calandre ; ceci pour éviter qu’elle ne puisse blesser un piéton renversé. Sur les versions non destinées aux pays d’Europe, par contre, la pièce est fixe.
La première génération de la Silver Spirit/Spur possède des essuie-phares, qui sont supprimés sur les générations suivantes.
Sur la dernière génération, la hauteur du radiateur est diminuée de 51 mm et la taille du Spirit of Ecstasy réduite de 20 %.

## Production
Production des automobiles Rolls-Royce Silver Spirit/Spur de 1980 à 1998 

### Mark I (1980-1989)
- Silver Spirit (1980-1989) : 8126
- Silver Spur (1980-1989) : 6238
- Silver Spur Centenary (1985) : 26
- Rolls-Royce Silver Spur Limousine, rallongée de 36 cm : 1 (1984)
- Rolls-Royce Silver Spur Limousine, rallongée de 91 cm : 16 (1982 à 1988)
- Rolls-Royce Silver Spur Limousine, rallongée de 107 cm : 84 (1984-1988)

### Mark II (1989-1993)
- Silver Spirit II (1989-1993) : 1152
- Silver Spur II (1989-1993) : 1658
- Touring Limousine (1992-1993) : 56

### Mark III (1994-1997)
- Silver Spirit III (1994-1995) : 234
- Silver Spur III (1994-1995) : 465
- Flying Spur (turbo) (1994-1995) : 134
- Silver Dawn (1995-1998) : 237
- Touring Limousine (1994-1997) : 45

### Mark IV (1996-1999)
- Silver Spirit IV (1996-1997) : 145
- Silver Spur IV (1996-1998) : 802
- Park Ward Limousine (1996-1999) : 49
- Touring Limousine (1997-1998) : 3

## Hooper
Le carrossier Hooper (coachbuilder) (en) propose des carrosseries spécifiques :
- Rolls-Royce Silver Spirit two-door (Genève 1985)
- Bentley Turbo R two-door (Genève 1986)
- Empress II (Genève 1988)[3]
- Emperor state limousine (Genève 1990)

## Galerie

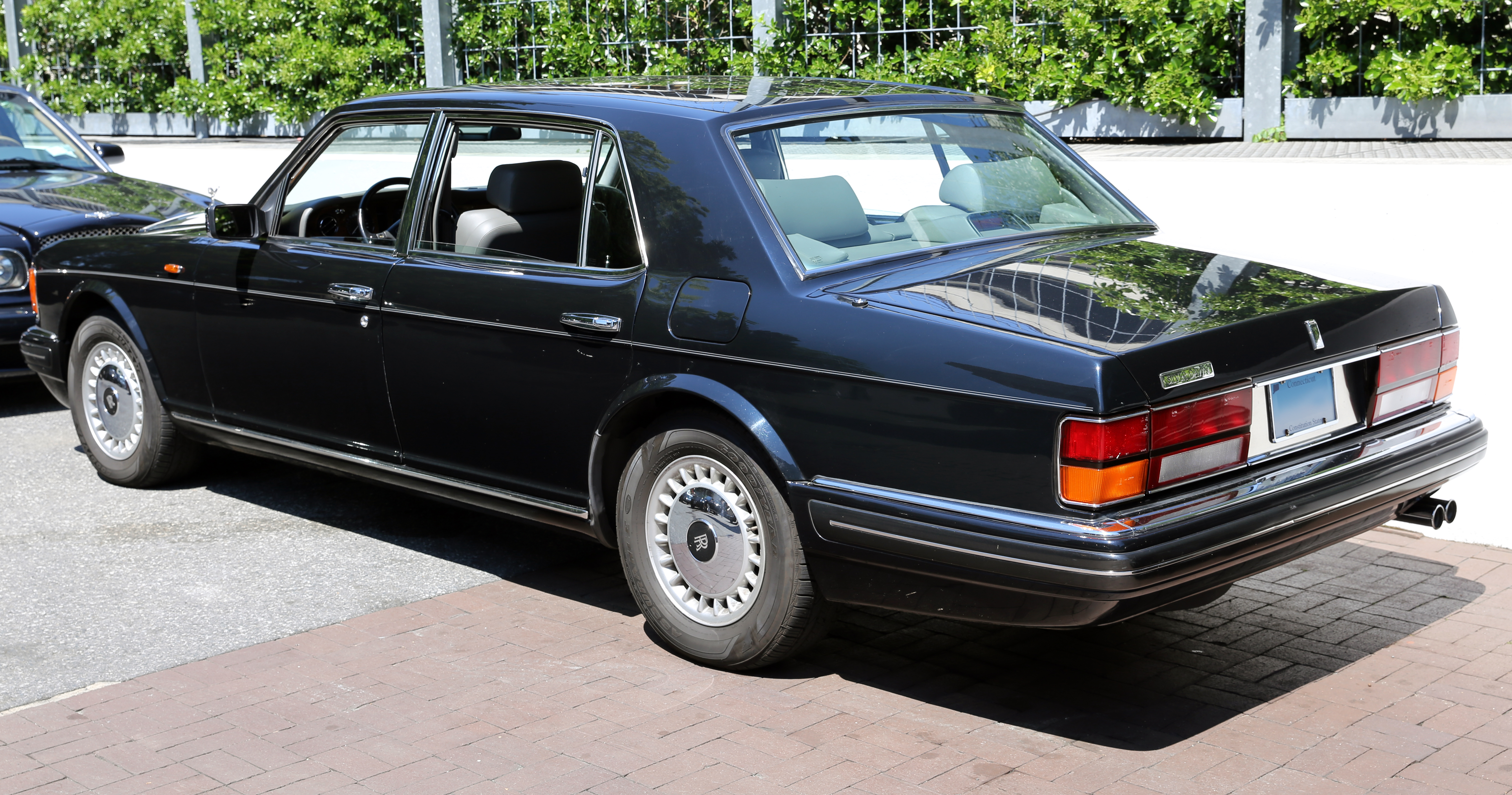
Rolls-Royce Silver Dawn (US).
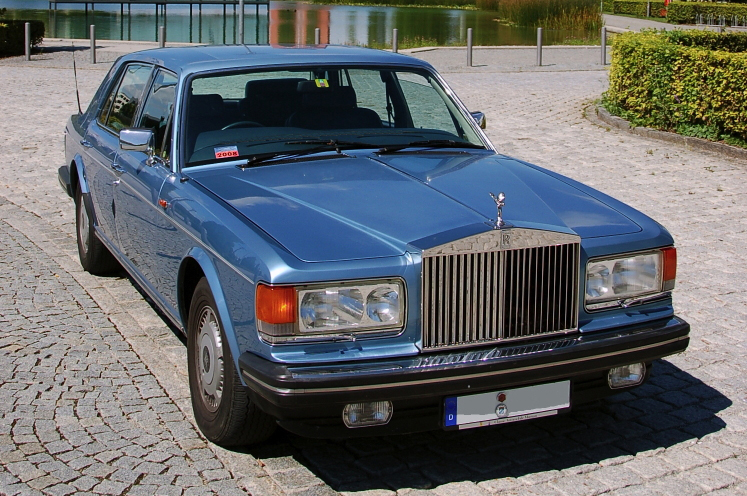
Rolls-Royce Silver Spur (Europe).
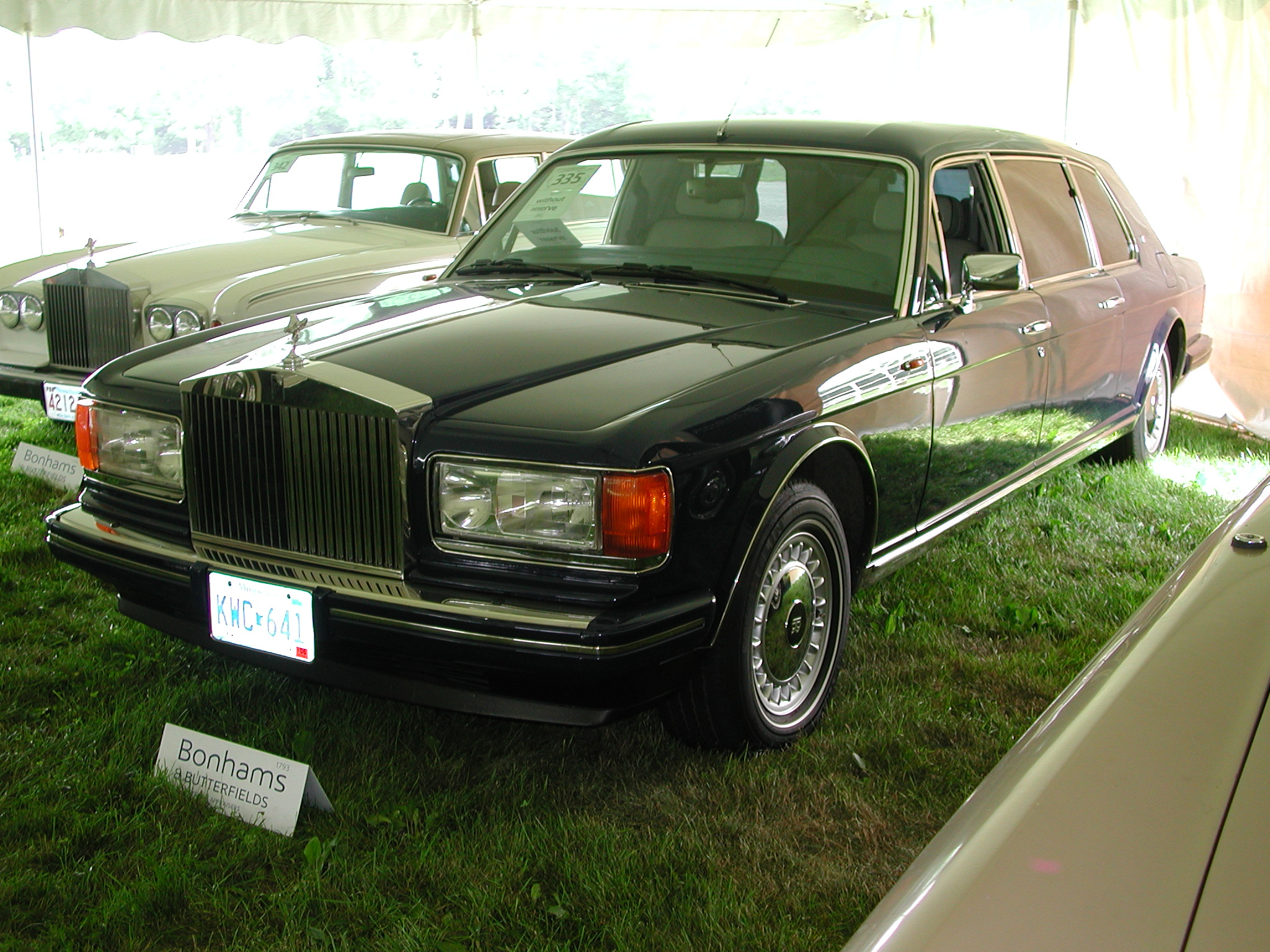
Touring Limousine.
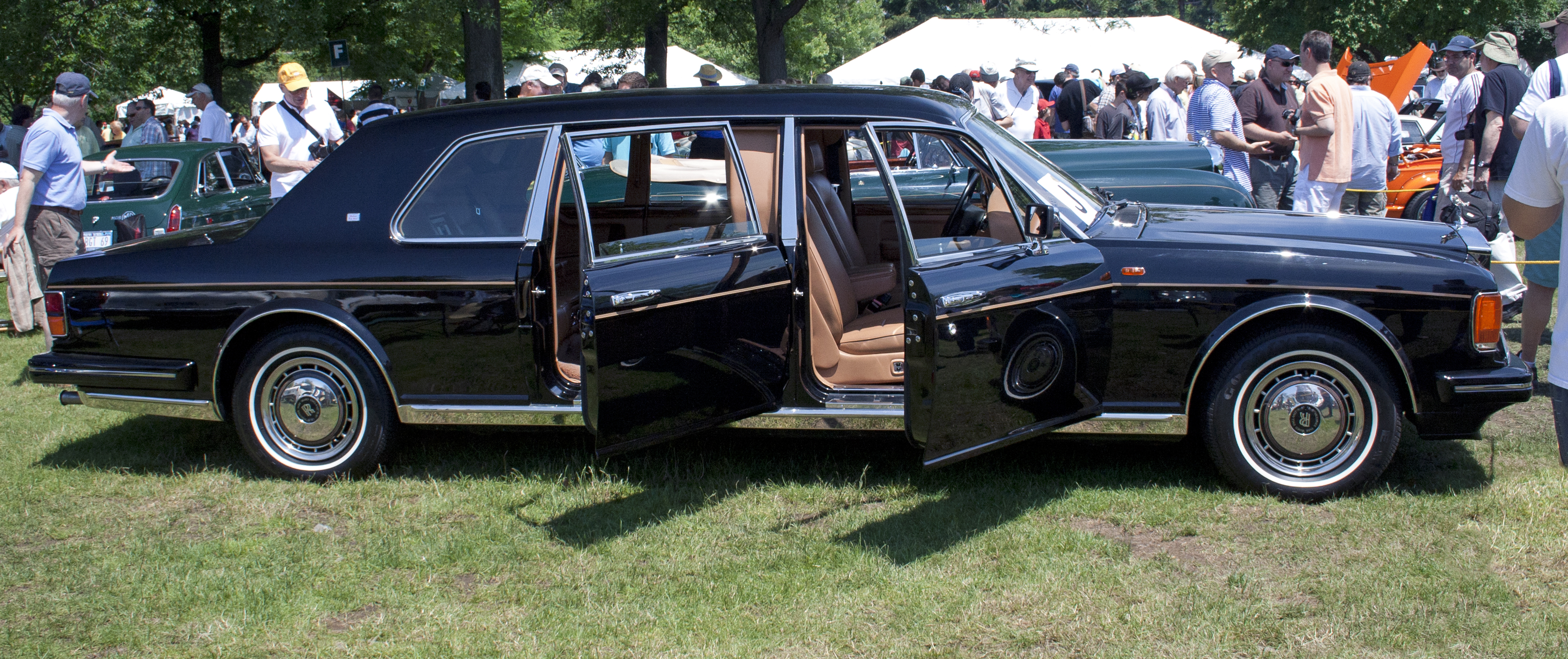
Touring Limousine.
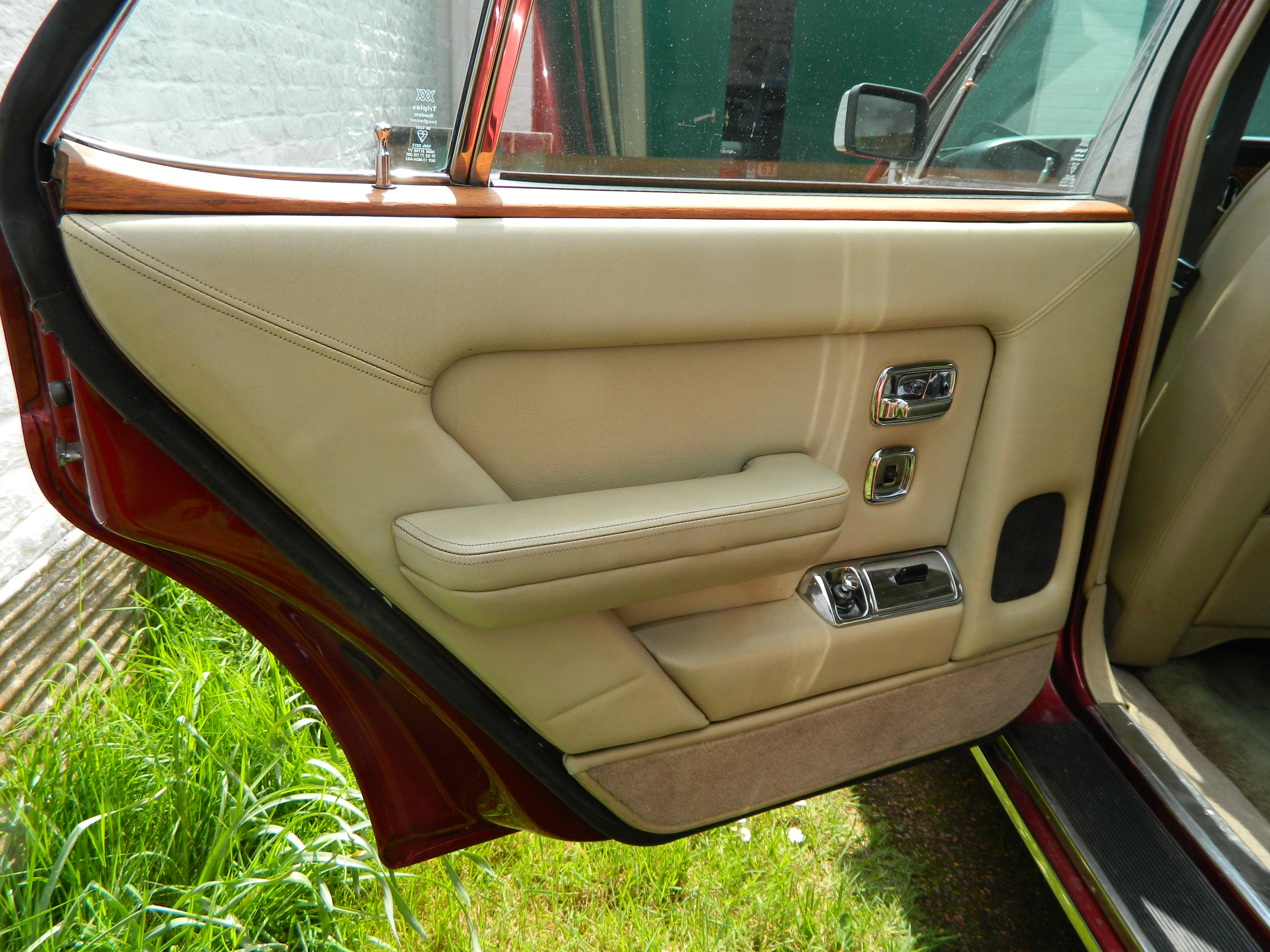
Rolls-Royce Silver Spirit 1981 garniture porte arrière.
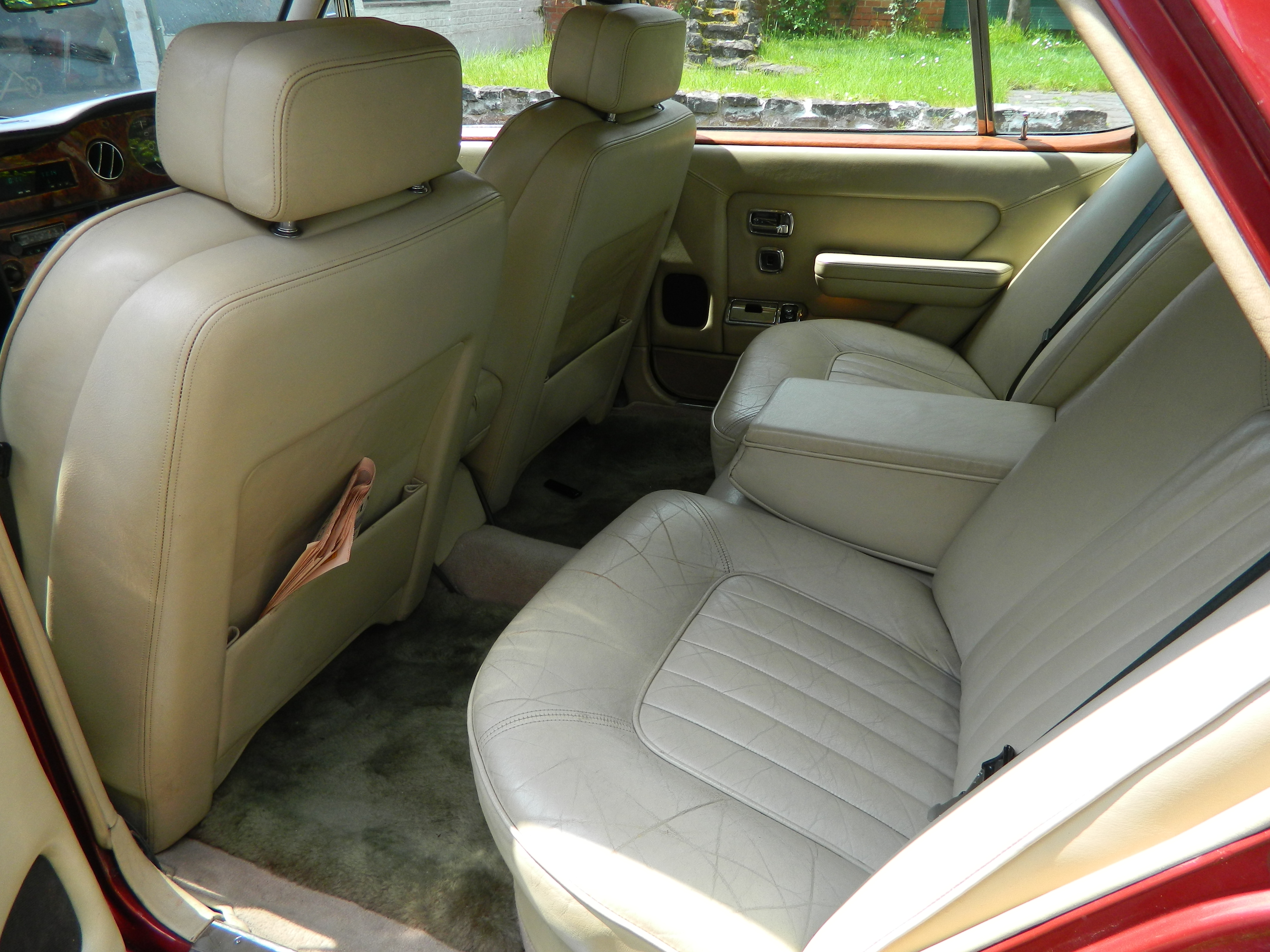
Rolls-Royce Silver Spirit 1981 sièges arrière.